# Eoparargyractis
Eoparargyractis là một chi bướm đêm thuộc họ Crambidae.

## Species
- Eoparargyractis floridalis Lange, 1956
- Eoparargyractis irroratalis (Dyar, 1917)
- Eoparargyractis plevie (Dyar, 1917)